# Rikke Schmidt
Rikke Petersen-Schmidt (født 14. januar 1975 i Aarhus) er en tidligere dansk dansk håndboldspiller, der blandt andet har vundet OL-guld i både 2000 og 2004. 
Rikke Schmidt startede karrieren i HK 71 Egernsund, hvorefter hun som 16-årig rykkede til Vidar Sønderborg, hvor hun spillede indtil hun var 20 år.
Herefter rykkede hun til KIF Kolding, hvor elite-håndbold-karrieren tog fart. Hun debuterede for det danske landshold i 1999 mod Norge, og var med til sin første slutrunde ved Sommer-OL 2000, hvor Danmark vandt guld.
I 2002 skiftede hun til Slagelse, hvor hun vandt EHF Cup'en i 2003, efterfulgt af både håndboldligaen og EHF Champions League i 2004 og 2005.
Hun har uddannet sig til fysioterapeut, mens hun spillede håndbold. 